# Мурадов, Адалят Джалал оглы
Мурадов, Адалят Джалал оглы (азерб. Ədalət Cəlal oğlu Muradov; род. 29 января 1962, Гюллиджа, Агдамский район) — ректор Азербайджанского государственного экономического университета, доктор экономических наук, профессор.

## Биография
Родился 29 января 1962 года в селе Гюллюдже Агдамского района. В 1979 году окончил среднюю школу. В 1980—1982 годах проходил срочную военную службу в Сибирском военном округе.  
В 1990 году с отличием окончил экономический факультет Киевского государственного университета им. Тараса Шевченко. 
С 1995 по 1998 год обучался в докторантуре Киевского государственного университета. В 1998 году защитил докторскую диссертацию. 
В 1995—1999 годах занимался педагогической деятельностью в Киевском государственном университете им. Т. Шевченко. В 1998—1999 годах работал в инвестиционном банке "ИБ Австрия Секюритз (Украина)".
С 1999 года, имея ученое звание профессора, работал в Академии государственного управления при президенте Азербайджана. 
В 2002—2007 годах руководил отделом макроэкономического анализа и прогнозирования Министерства экономического развития, в 2007—2009 годах – отдел «Внешнеторговая политика и Всемирная торговая организация», в 2009—2014 годах – «Экономическая политика, анализ и прогнозирование».
С 2009 года являлся председателем наблюдательного совета ОАО «Бакыэлектрикшебеке», членом комиссии по расходам государственного бюджета, членом Совета попечителей Фонда страхования вкладов, членом методологического совета Государственного комитета статистики Азербайджана, в 2011-2014 годах – заместителем председателя экспертного совета по экономике (экономика и право) Высшей аттестационной комиссии при президенте Азербайджана.
Ректор Азербайджанского государственного экономического университета (с 5 марта 2014). 
Является автором 3 учебных пособий, 3 монографий, 3 учебных программ, более 60 научных статей.
Владеет английским, украинским и русским языками.

## Награды
- Орден «Слава» (24 сентября 2020, по случаю 90-летия Азербайджанского государственного экономического университета и за заслуги в развитии области образования)[3].